# 빌랑드리성

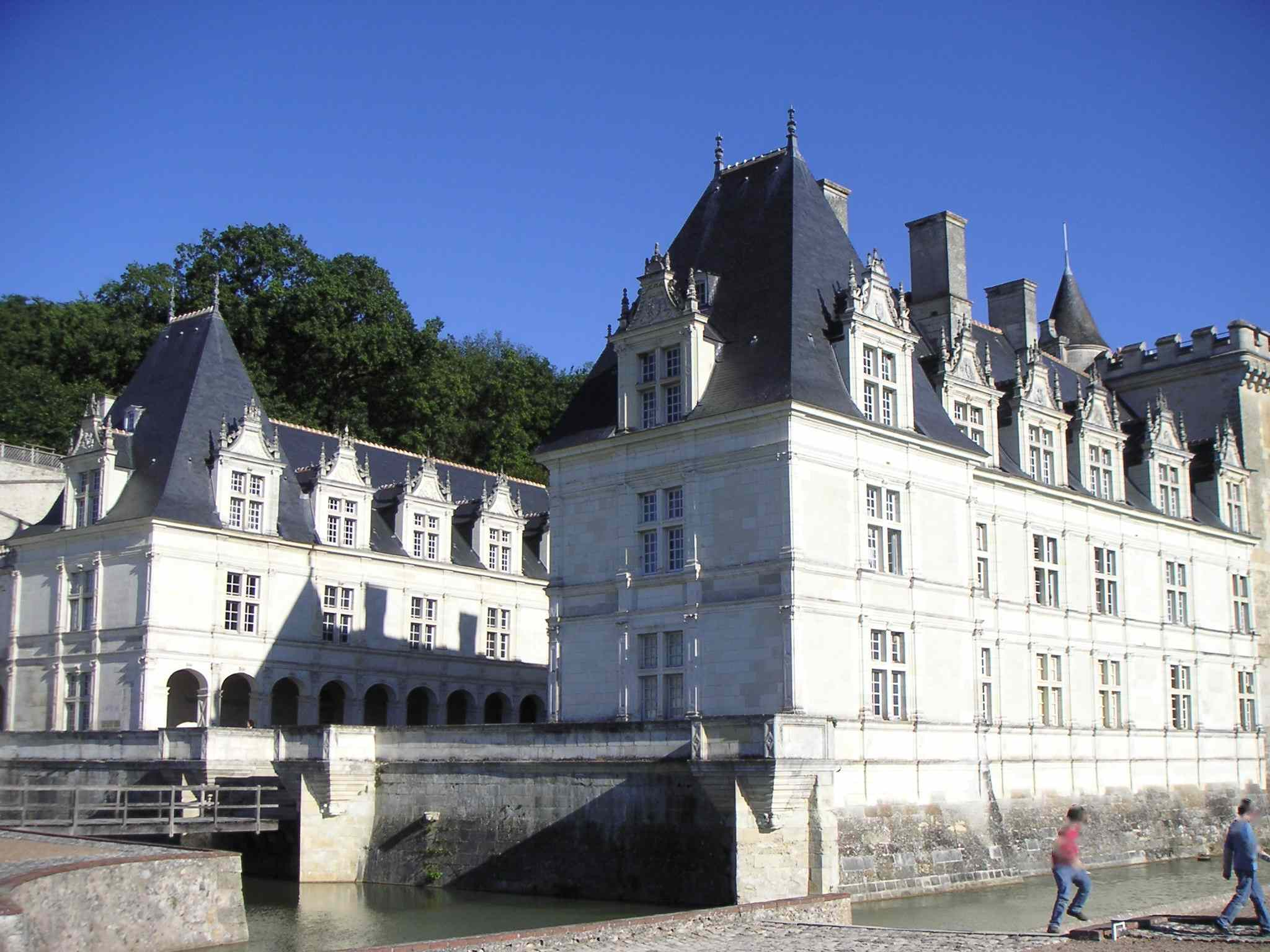
빌랑드리성

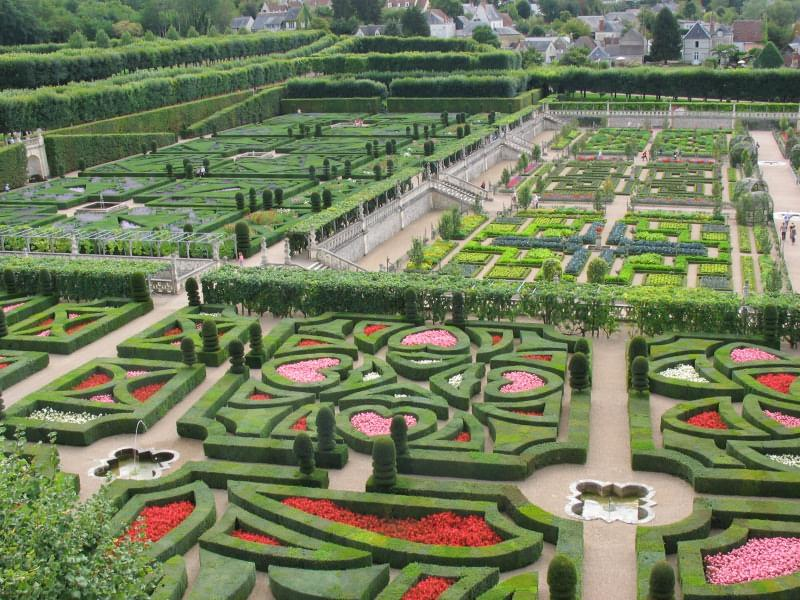
빌랑드리성의 정원

빌랑드리성(프랑스어: Château de Villandry)은 프랑스 루아르 계곡의 앵드르에루아르주 내, 빌랑드리에 있는 성이다.
이 지역은 한때 고대 요새로 세워졌으며 17세기까지 콜롱비에로 알려졌다. 1550년대 초기 프랑수아 1세 휘하의 장군인 장 르 브레통이 이 지역을 획득하여, 14세기 경 프랑스의 필리프 2세가 '사자왕'이라 불린 잉글랜드의 리처드 1세를 평화 협정을 위해 만난 적이 있던 원래의 성 주변에, 새로운 성을 건립하였다.
성은 카스텔랑 후작에게 넘겨기지 전 200년이 넘도록 르 브레통 가문에 귀속되었다. 프랑스 혁명 동안 재산은 압류되었으며, 1800년대 초기까지 나폴레옹이 그의 형제 조세프 보나파르트를 위해서 이 성을 획득하였다.